# مجلس نواب ولاية يوتا
مجلس نواب ولاية يوتا (بالإنجليزية: Utah House of Representatives)‏ هو مجلس النواب التشريعي لولاية يوتا الأمريكية، يقع المقر الرئيسي له في سولت ليك سيتي، وهو المجلس الأدنى في كونغرس ولاية يوتا.

## طالع أيضًا
- كونغرس ولاية يوتا